# Алида ван дер Анкер-Дуденс
Алида ван дер Анкер-Дуденс   (хол. Alida Geertruida "Lida" van der Anker-Doedens; Ролде, 26. јул 1922 — Харлем, 1. април 2014) бивша је холандска кајакашица, сребрна медаља Летњих олимпијских игара у Лондону 1948. у веслању на кајаку једноседу К-1 на дистанци од 500 метара.

## Каријера
Током своје активне спортске каријере - крајем 1940-их и почетком 1950-их. више пута је освајала национална шрвенства у кајаку једниседу и двоседу. 
На  Светском првенству 1950. у Копенхагену заузела је пето место, а на Летњим олимпијским играма 1952. у Хелсинкију биа је четврта.